# 堀田芳信
堀田 芳信（ほった よしのぶ、1949年8月7日 - ）は、愛知県豊橋市出身の元プロ野球選手（投手）。左投左打。

## 来歴・人物
愛知県立三谷水産高等学校では目立った球歴はなかったが、変則的なフォームのカーブ投手であったほか、外野、一塁も守り、100メートルを11秒9で走る快足だった。そして今は母校で国語の教師をしている。
1967年のプロ野球ドラフト会議において東京オリオンズから9位で指名され入団。
一軍公式戦に出場することはなく引退した。
引退後はロッテの2軍マネージャーを務めた。

## 詳細情報

### 年度別投手成績
- 一軍公式戦出場無し

### 背番号
- 44 （1968年 - 1969年）